# Giovanni Battista Caneva
Giovanni Battista Caneva (Asiago, 16 settembre 1904 – Portoferraio, 12 marzo 1947) è stato uno sportivo, sindacalista, politico e militare italiano.

## Biografia
Figlio di Pietro detto Piero e Rodighiero Caterina, Caneva fu squadrista e nel 1922 prese parte alla marcia su Roma.
A Vicenza durante il regime fascista fu a lungo fiduciario del gruppo rionale "Italo Balbo" del quartiere di San Bortolo.
Sindacalista fu nominato responsabile dell’Ufficio Sindacale della Federazione di Vicenza.
Uomo aperto e colto, fu collaboratore di Critica fascista e di altre note riviste dell'epoca e aveva aperto la sua abitazione a diversi intellettuali e artisti vicentini tra cui Otello De Maria e Neri Pozza, Antonio Barolini e Antonio Giuriolo.
Nel 1937 nel Campionato italiano di salto con gli sci si piazzò al terzo posto vincendo la medaglia di bronzo. Nello stesso sport negli anni precedenti il cugino Bruno aveva ottenuto importanti successi.

### Federale di Vicenza
Dopo l'armistizio dell'8 settembre 1943 Caneva si trovava nei pressi di Roma dove si arruolò immediatamente nei reparti combattenti tedeschi. Rientrato a Vicenza nell'ottobre aderì alla Repubblica Sociale Italiana diventando il punto di riferimento degli ex squadristi. Ostile al federale Bruno Mazzaggio che riteneva troppo tiepido organizzò incontri all’Albergo "Due Mori" dove riunì l'opposizione interna.
Succeduto a Bruno Mazzaggio il 12 novembre 1943 divenne federale di Vicenza e al contempo passò nei ruoli della Guardia Nazionale Repubblicana come sottotenente.
Uno dei primi problemi affrontati da Caneva fu la cronica penuria di adesioni al PFR e la difficoltà di strutturarsi su tutto il territorio pertanto puntò a serrare i ranghi aprendo ai rappresentanti del fascismo più intransigente e sostituendo gli elementi più moderati. Lo stesso professore Edoardo Fanton, ex squadrista, dubbioso se aderire al Partito Fascista Repubblicano e sconsigliato dagli amici si iscrisse forse temendo rappresaglie e venendo nominato Preside della Provincia. Capo dell'ufficio politico fu il dottore Giulio Vescovi di Schio.

#### I contatti con l'opposizione

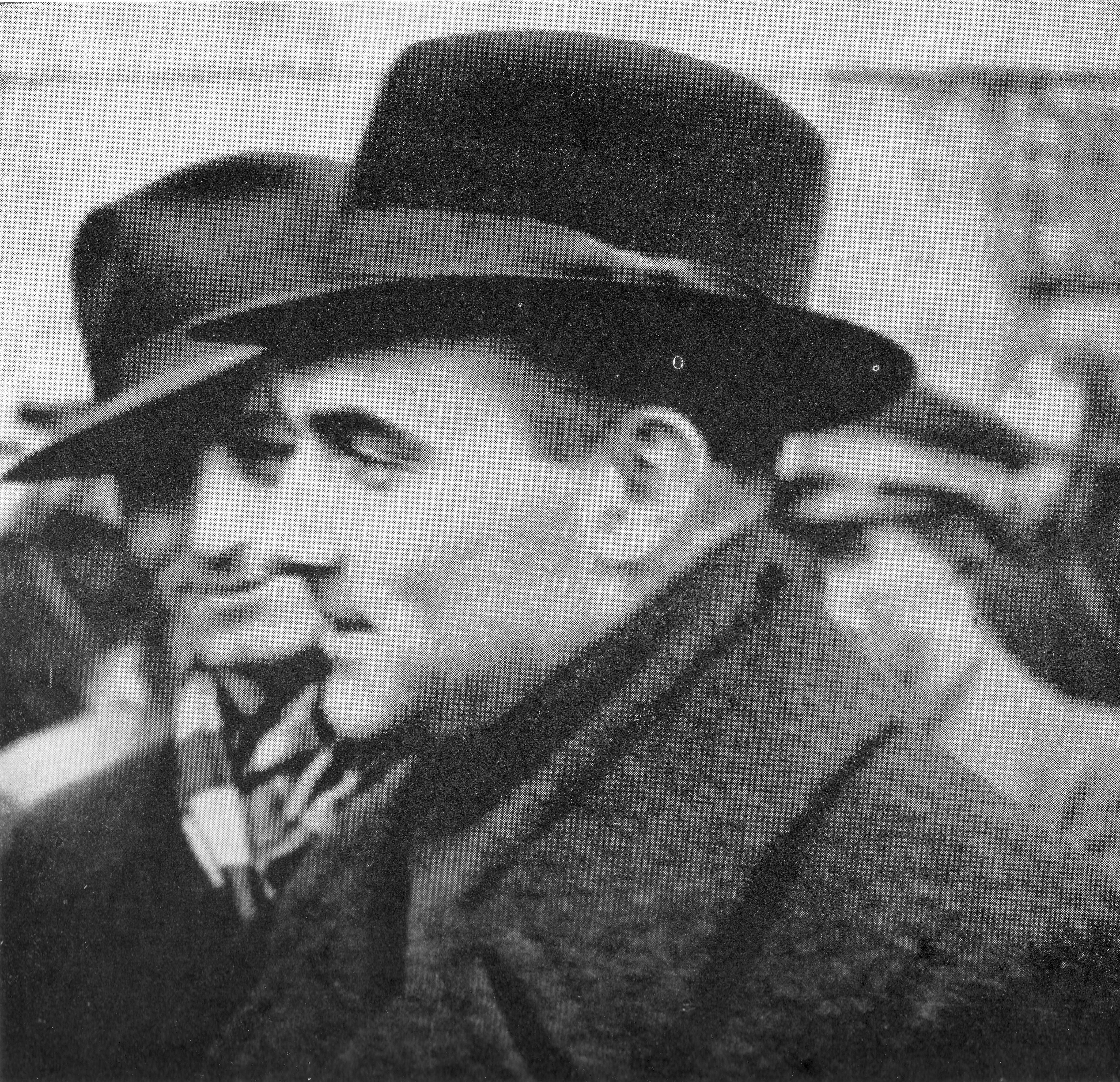
Giovanni Battista Caneva nel 1944 a Vicenza, in secondo piano Angelo Berenzi direttore de "Il Popolo Vicentino"

Rappresentante del fascismo di sinistra e fautore di un sindacalismo socialisteggiante Caneva fin da subito cercò il consenso del popolo e sviluppò politiche aperte ai partiti antifascisti di sinistra che nei primi giorni di novembre portarono a due incontri con rappresentanti del Partito Comunista clandestino.
L’interesse dei sindacalisti fascisti per l'opposizione comunista era nato dagli importanti risultati ottenuti nelle elezioni per le commissioni interne di fabbrica, tenutesi l'estate dopo la caduta del fascismo. 
Caneva cercò pertanto un contatto con Antonio Emilio Lievore, Giordano Campagnolo e Gino Cerchio del Partito Comunista clandestino. Lievore era il leader vicentino del PCdI nonostante avesse ceduto la carica a Domenico Marchioro.
Per favorire l'incontro fu scelta come intermediaria la signora Mila Angelini, nella cui abitazione "Villa delle rose" per tutto il periodo della Repubblica Sociale Italiana si susseguirono incontri tra esponenti del fascismo repubblicano e della resistenza vicentina. L'incontro fu fissato nel palazzo dei sindacati in via IV Novembre a Vicenza. Secondo la testimonianza di Lievore, Caneva sapeva che era stato lui a creare le commissioni interne presso le Smalterie di Bassano e per questo gli offrì di guidare il sindacato fascista ma, dopo alcune insistenze Lievore declinò la proposta dichiarando di essere comunista.
(Dalla testimonianza di Antonio Emilio Lievore su Caneva)
Giordano Campagnolo e Gino Cerchio si incontrarono con Caneva un'altra volta nella sua abitazione ma la trattativa lasciò entrambe le parti sulle proprie posizioni. In seguito in due occasioni Giordano Campagnolo fu arrestato e entrambe le volte fu scarcerato dopo l'intervento di Caneva

#### La socializzazione delle imprese
Vicino all'"ala sociale" del Partito Fascista Repubblicano girò personalmente nelle fabbriche e nelle mense aziendali nel tentativo rivelatosi inutile di ottenere il consenso degli operai e si lanciò nel progetto della socializzazione delle imprese riuscendovi con le Tramvie Vicentine, la Società Autoservizi Petroli Affini (SAPA) di Bassano del Grappa, la I.V.E.M. di Montecchio Maggiore e le Fornaci Venete. La socializzazione delle imprese provocò l'irrigidimento degli imprenditori e la preoccupazione dei tedeschi.

#### La guerra civile

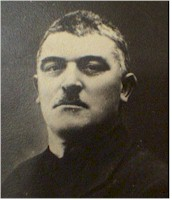
Il sessantenne Alfonso Caneva, ex squadrista e zio di Giovanni Battista Caneva

In seguito Caneva si spostò su posizioni ancora più intransigenti, secondo alcuni storici ciò fu dovuto all'uccisione a Marostica il 21 novembre 1943 dello zio Alfonso cui era molto legato da parte del gruppo partigiano di Fontanelle di Conco. Alfonso Caneva fu la prima vittima della guerra civile in territorio vicentino.
La stessa sera squadristi locali e di Vicenza occuparono il paese rastrellando antifascisti e/o presunti tali, minacciandoli di fucilazione. Qualcuno minacciò anche una punizione esemplare come a Ferrara. Il 26 dicembre seguente a Valstagna fu ucciso anche il tenente colonnello della Guardia Nazionale Repubblicana Antonio Faggion (1889-1943) cui fu poi intitolata la XXII Brigata Nera "Antonio Faggion" di Vicenza.
In qualità di federale Caneva si trovava anche alla guida delle squadre di polizia politica del partito che furono presto sciolte a causa delle violenze commesse. Queste squadre furono fatte confluire nella neocostituita "Compagnia della morte" sempre alle dipendenze del federale, tra i cui componenti vi erano anche i fratelli dello stesso federale: Fausto (1911-1980), Giacinto (1906-1959) e Duilio (1915-1984).
Mentre i cugini Bruno (1912-2003), Adelmo (1920-) e Antonio "Tonin" (1924-1975) erano invece inseriti nel presidio di Asiago del Centro Reclutamento Alpini (CRA) di Bassano del Grappa.
Il 4 maggio 1944 a Campiglia dei Berici, furono feriti due fascisti da parte di alcuni sconosciuti, per rappresaglia il giorno seguente furono uccisi Aldo e Gerardo Tagliaferro, fratelli dell'Arciprete di Schio mons. Girolamo Tagliaferro, prelato vicino alla resistenza. I responsabili della morte dei due fratelli rimasero ignoti ma l'omicidio fu comunemente attribuito alla "Compagnia della morte".
L'8 giugno a Grancona la "Compagnia della morte", dopo essersi infiltrata tra i partigiani, riuscì a catturarne sette in un casolare dove furono poi crudelmente torturati a morte.
Nel giugno 1944 Caneva fu sostituito alla guida del PFR di Vicenza da Innocenzo Passuello.

### Capo della Provincia di Reggio Emilia
Il 15 ottobre 1944 Caneva fu nominato capo della Provincia di Reggio Emilia.
Poco dopo il suo insediamento a Reggio Emilia la Brigata Nera comandata da Guglielmo Ferri in una delle sue prime azioni sconfinò a Collecchio, nella vicina provincia di Parma, per inseguire un nucleo partigiano che aveva sottratto un camion carico di benzina. I brigatisti occuparono la tenuta "Ferlano" del principe Carrega dove arrestarono tredici antifascisti cui sequestrarono i beni presenti nelle loro abitazioni. L'intervento del comando militare tedesco dispose la restituzione dei beni sequestrati e la liberazione degli arrestati. Inoltre il capo della Provincia di Parma Antonino Cocchi protestò presso Caneva per l'interferenza nella sua giurisdizione e pretese anch'esso la restituzione di tutti i beni sequestrati. Caneva dovette scusarsi con il collega e a restituire tutto ciò che era stato espropriato.
Il 23 ottobre Ferri fu sostituito alla guida del PFR reggiano dal colonnello della Guardia Nazionale Repubblicana Ignazio Battaglia,, ma lo stesso giorno Pavolini lo aveva incaricato di costituire una nuova Brigata Nera Mobile da dislocare oltre il fiume Po. La sera del 24 Ferri riunì i militi a lui più fedeli ed organizzò in tutta fretta la partenza verso il nord senza avvertire nessuno e portando via quasi tutti gli automezzi, la cassa del partito e buona parte dell'armamento, tanto che Caneva lo accusò di essere fuggito.
Il pomeriggio del 2 febbraio 1945, durante lo scambio di consegne tra il federale uscente Ignazio Battaglia con Renato Rossi, ex podestà di Forlì, i partigiani attuarono un attentato nel pieno centro di Reggio Emilia contro cinque poliziotti della questura repubblicana. Poco distante dal luogo dell'attentato il giorno seguente presso la Porta Brennone furono fucilati quattro partigiani che erano stati catturati con le armi in mano. Il 19 febbraio 1945, dopo l'eccidio della famiglia Cigarini, Caneva scrisse un rapporto da inviare al ministro dell'interno e al capo della polizia in cui elencò tutti i principali atti di sangue avvenuti nella provincia a partire dal 1º gennaio 1945 costati la vita a 28 persone e il ferimento di 26 dando notizia che per il ferimento degli agenti di polizia del 2 febbraio si era proceduto a rappresaglia così come per l'uccisione di un bersagliere e di un sergente della 1ª Divisione bersaglieri "Italia" avvenuto il 10 febbraio a Bagnolo in Piano. In realtà i bersaglieri uccisi furono tre.
(Dalla relazione di Giovani Battista Caneva del 19 febbraio 1945)
Con il crollo del fronte lungo la Linea Gotica il 22 aprile Caneva, si unì alla colonna fascista in ritirata da Reggio Emilia guidata dal tenente colonnello Anselmo Ballarino raggiungendo Cremona, lì espresse ad alcuni l'intenzione di abbandonare la colonna insieme ad altri veneti nel tentativo di rientrare a Vicenza. Alla colonna guidata da Ballarino si affiancò un'altra colonna guidata da Roberto Farinacci uscita da Cremona. Secondo alcune testimonianze Caneva rimase invece nella colonna in ritirata cadendo poi prigioniero dei partigiani il 27 aprile.
Sebbene fosse sospettato di essere il mandante dell'uccisione dei fratelli Tagliaferro e essere responsabile della rappresaglia di Granone, fatti avvenuti entrambi in provincia di Vicenza, i procedimenti furono stralciati e Caneva fu processato a Reggio Emilia unicamente per la rappresaglia di via Porta Brennone del 3 febbraio 1945. Caneva restò rinchiuso nel carcere dei Servi dove subì violenti pestaggi, finché nel luglio 1946 fu condannato a 30 anni per collaborazionismo e omicidio. Incarcerato a Portoferraio, morì pochi mesi dopo nell'ospedale civico piantonato dai carabinieri in conseguenza delle sevizie subite dopo la cattura. Il 30 giugno 1947 Caneva fu amnistiato dalla Corte di cassazione.

## Palmarès

### Campionati italiani
- 1 medaglie:
  - 1 bronzo: (1937)